# 王秀慧
王秀慧，JP，香港公務員，現任保安局副秘書長。她加入政府後，曾擔任民政事務總署助理署長及工業貿易署助理署長等職位。她在2003年4月22日至2008年8月3日擔任司法机构助理政务长（发展），其後調任公務員薪俸及服務條件常務委員會助理秘書長至約2011年。 王其後出任民政事務總署副署長，於2022年1月署長謝小華晉升為環境局常任秘書長，至2022年4月新任署長張趙凱渝履新前署任署長一職。她其後調任勞工及福利局康復專員。 2024年5月，王秀慧接任保安局副秘書長。

## 榮譽

### 嘉獎
- 行政長官公共服務獎狀（香港2021年度授勳及嘉獎名單；2021年7月1日）[10]

### 殊勳
- 官守太平紳士（J.P.）（2019年8月30日－[11]）

### 頭銜
- 王秀慧，JP（Vega Wong Sau-wai, JP，2019年8月30日－[11]）